# Federico Torretta
Federico Torretta (Buttigliera d'Asti, 25 giugno 1890 – Roma, 14 maggio 1975) è stato un politico italiano.

## Biografia
Viene eletto nelle file del Partito Comunista Italiano nella I Legislatura alla Camera dei deputati, dal 1948 al 1953.